# Красновецкая, Дарина Алексеевна
Дари́на Алексе́евна Краснове́цкая (укр. Даріна Олексіївна Красновецька; род. 7 мая 2007 года в Виннице) — украинская певица, представительница Украины на песенном конкурсе «Детское Евровидение – 2018».

## Биография
Родилась в Виннице 7 мая 2007 года.
С 6 лет (с 2013 года) начала заниматься вокалом в мастерской эстрадного вокала «Звездная мечта» при Винницком городском дворце искусств «Заря». Первым её педагогом стала Виолетта Романовна Нагорная.
В 2014 году поступила в музыкальную школу № 2 г. Винницы, в которой и в настоящее время продолжает учиться по классу фортепиано. Также увлекается игрой на барабанах.
В 2017 году уже в третий раз приняла участие в кастинге в украинский «Голос. Дети». На слепых прослушиваниях исполняла песню «1944» Джамалы. Попала в команду Монатика, который повернулся к ней на последних секундах. Выбыла в «Поединках».
В 2017 и 2018 годах принимала участие в детском фестивале «Черноморские игры» и оба раза занимала первое место в своей возрастной категории (в 2017 году среди девочек младшего возраста, в 2018 году среднего).
В 2019 году была глашатаем на Детском Евровидении от Украины.

### «Детское Евровидение» — 2018

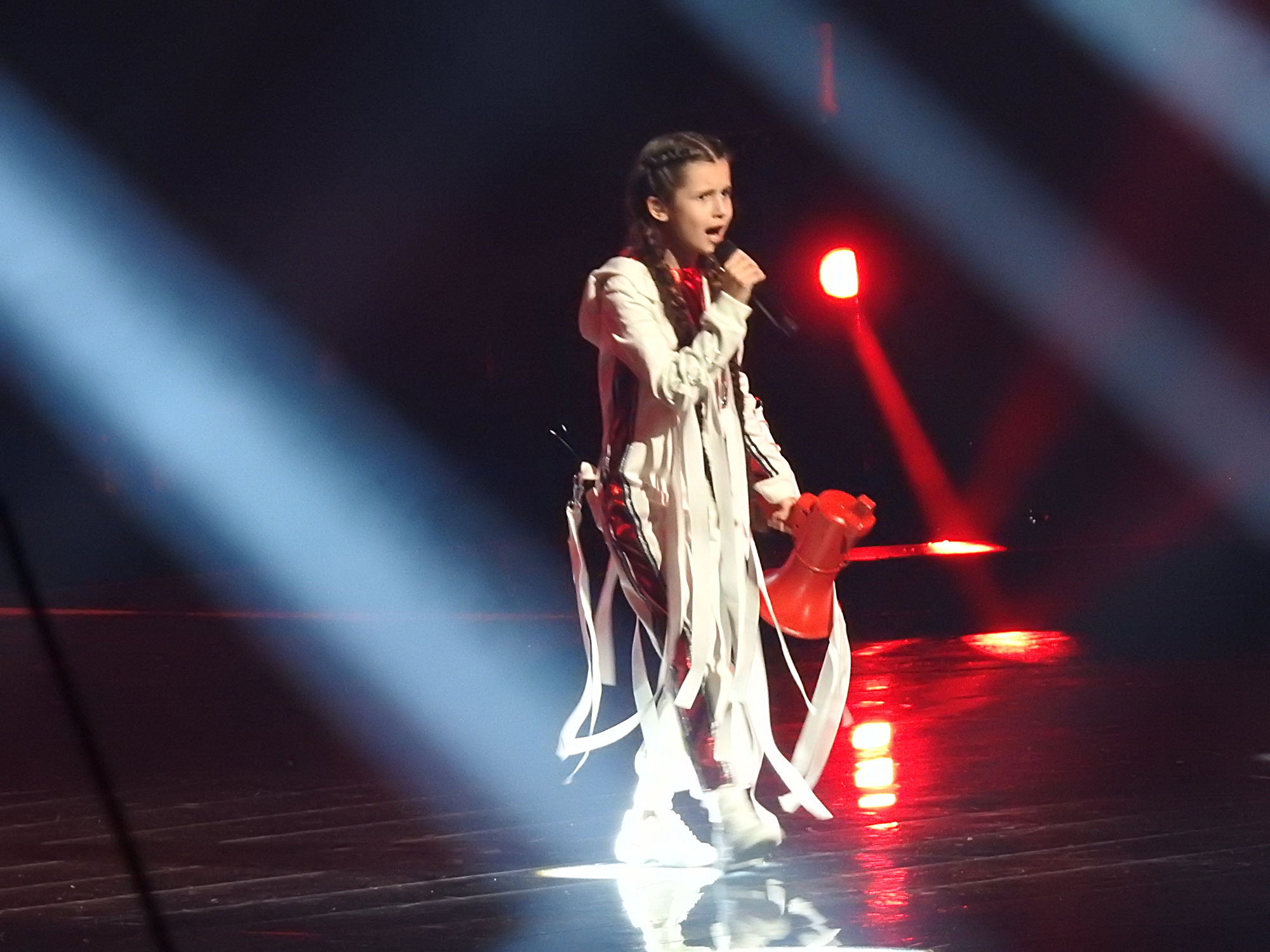
«Детское Евровидение 2018». Репетиция

Победив 10 сентября на национальном отборе на «Детское Евровидение» — 2018, представила свою страну в Минске 25 ноября, на котором она заняла четвёртое место (при этом получив максимальные баллы от польского жюри).